# 50 halerzy czechosłowackich (1978)
50 halerzy (cz. 50 haléřů, słow. 50 halierov) – czechosłowacka moneta obiegowa o nominale 50 halerzy bita w latach 1978–1990 i pozostająca w obiegu do roku 1993. Autorem projektu był rzeźbiarz i medalier František David.

## Wzór
W centralnej części awersu znalazł się stylizowany herb Czechosłowackiej Republiki Socjalistycznej – wizerunek znajdującego się na tarczy w kształcie husyckiej pawęży czeskiego wspiętego lwa o podwójnym ogonie. Na jego piersi umieszczono mniejszą tarczę z reprezentującym Słowaków symbolem watry na tle sylwetki tatrzańskiego szczytu Krywań. Bezpośrednio poniżej zamieszczono rok bicia monety. Wzdłuż krawędzi znalazła się zapisana zewnętrznie nazwa kraju („ČESKOSLOVENSKÁ SOCIALISTICKÁ REPUBLIKA”) zajmująca oba boki i dół monety.
Rewers monety przedstawiał duży, zapisany arabskimi cyframi nominał pod pięcioramienną gwiazdą. Cyfry częściowo nakładały się na siebie nawzajem oraz na położoną w dolnej części mniejszą literę „h” stanowiącą określenie waluty. Poniżej cyfry 0 zamieszczono niewielki inicjał „D”, znak projektanta Františka Davida.

## Nakład
Podstawę prawną emisji nowych monet o nominale 50 h stanowiło zarządzenie Ministra Finansów z 4 września 1978 r. W jego treści zawarto zarówno wzór nowej monety, jak i jej parametry fizyczne. Przewidziano, że będzie bita z krążków o masie 3,2 g (±2%) wykonanych z miedzioniklu (miedź 80%, nikiel 20%). Wskazano również, że rant 50-halerzówek ma być ząbkowany, a średnica gotowych monet ma mierzyć 20,8 mm. Ich grubość wyniosła w przybliżeniu 1,4 mm.
Bite w mennicy w Kremnicy monety wyemitowano po raz pierwszy 2 października 1978 r., zastępując z czasem monety wzoru z 1963 wycofane z końcem 1979 roku. Pierwsze, liczące od pięciu do dziesięciu sztuk próbne serie materiałowe zostały wytworzone jeszcze przed wydaniem stosownych przepisów, w roku 1977. Testowano wówczas m.in. stopy mosiężne (CuZn9, CuZn10, CuZn20) czy miedzioniklowe (CuNi25). Masowa produkcja ruszyła rok później i trwała regularnie do roku 1990. Łącznie wyprodukowano niemalże 215 mln sztuk. W latach 1980 i 1981 wybito jedynie niewielkie nakłady przeznaczone na cele kolekcjonerskie i sprzedawane w specjalnych zestawach.
Monety wzoru z 1978 pozostały w obiegu aż do rozpadu Czechosłowacji i uległy denominacji odrębnie w Czechach i na Słowacji jednocześnie ze swoimi następcami z 1991 roku – odpowiednio z końcem lipca i w połowie października roku 1993.
| rok  | nakład     |       |
| ---- | ---------- | ----- |
| 1978 | 40 480 000 | [ 2 ] |
| 1979 | 76 116 000 | [ 2 ] |
| 1980 | 51 000     | [ 2 ] |
| 1981 | 66 000     | [ 2 ] |
| 1982 | 14 261 847 | [ 2 ] |
| 1983 | 16 168 000 | [ 2 ] |
| 1984 | 16 207 957 | [ 2 ] |
| 1985 | 10 467 791 | [ 2 ] |
| 1986 | 10 020 000 | [ 2 ] |
| 1987 | 5 138 000  | [ 2 ] |
| 1988 | 5 089 999  | [ 2 ] |
| 1989 | 13 030 000 | [ 2 ] |
| 1990 | 7 742 000  | [ 2 ] |